# لاري لامب
لاري لامب (بالإنجليزية: Larry Lamb)‏ هو كاتب سير ذاتية وممثل بريطاني، ولد في 10 أكتوبر 1947 في المملكة المتحدة.

## أعمال

### أفلام
- (1978) سوبرمان[6][7]
- (1983) سوبرمان 3[8][9]

## وصلات خارجية
- لاري لامب على موقع IMDb (الإنجليزية)
- لاري لامب على موقع ألو سيني (الفرنسية)
- لاري لامب على موقع ميوزك برينز (الإنجليزية)
- لاري لامب على موقع أول موفي (الإنجليزية)
- لاري لامب على موقع قاعدة بيانات برودواي على الإنترنت (الإنجليزية)
- لاري لامب على موقع قاعدة بيانات الأفلام السويدية (السويدية)
- لاري لامب على موقع قاعدة بيانات الفيلم (الإنجليزية)
- لاري لامب على موقع كينوبويسك (الروسية)
- لاري لامب على موقع كينوبويسك (الروسية)